# Parhypania brevispinis
Parhypania brevispinis är en ringmaskart som först beskrevs av Grimm in Grube 1860.  Parhypania brevispinis ingår i släktet Parhypania och familjen Ampharetidae. Inga underarter finns listade i Catalogue of Life.